# محاكاة كمية

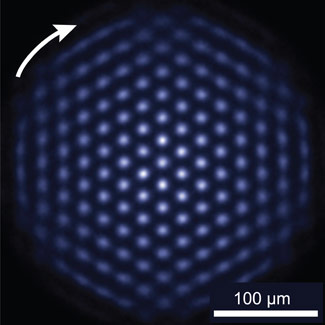
في هذه الصورة لبلورة محاكي كمومي، الأيونات تُصدر فلورة (توهجاً) تدل على أن جميع الكيوبتات في نفس الحالة (إما "1" أو "0"). تحت ظروف تجريبية مناسبة، تُشكّل بلورة الأيون هذه هيكلية شبه مثلثية مثالية. الائتمان: بريتون/NIST

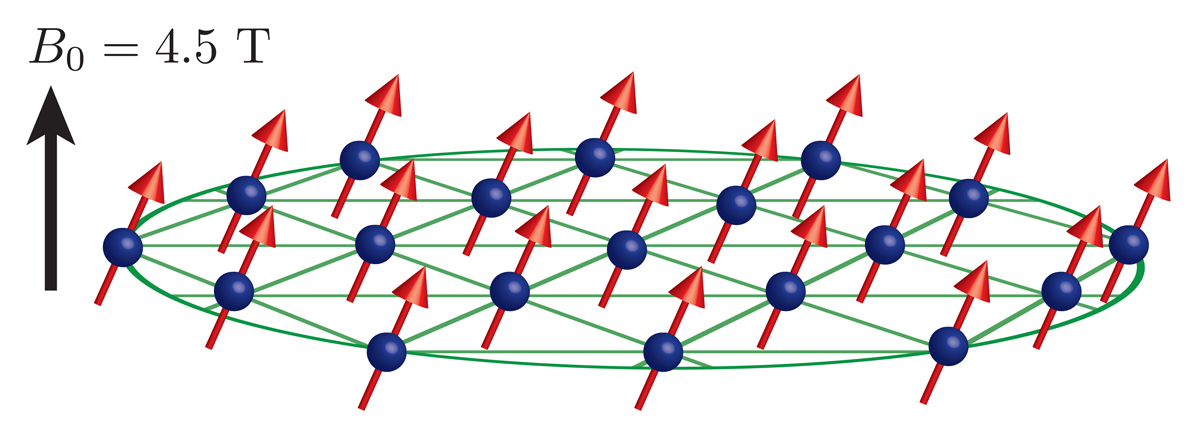
رسم توضيحي لمحاكي أيونات محبوسة: قلب المحاكي هو بلورة ثنائية الأبعاد من أيونات البيريليوم (الكرات الزرقاء في الرسم)، حيث الإلكترون الخارجي لكل أيون يُمثّل كيوبت (أسهم حمراء). تُحبس الأيونات بواسطة حقل مغناطيسي قوي في جهاز يُدعى فخ بينينغ (غير ظاهر). داخل الفخ، تدور البلورة في اتجاه عقارب الساعة. الائتمان: بريتون/NIST

المحاكاة الكمومية (Quantum Simulation) هي استخدام أنظمة فيزيائية كمومية مضبوطة بعناية مثل ( أيونات محبوسة أو ذرات باردة )، لمحاكاة ودراسة أنظمة كمومية أخرى معقدة يصعب التعامل معها عبر الحواسيب الكلاسيكية. يتيح هذا المجال دراسة الظواهر الكمومية متعددة الجسيمات مثل الانتقالات الطورية الكمومية، ونماذج المغناطيسية الكمومية، والتفاعلات المعقدة في الفيزياء والكيمياء.
تُعد المحاكاة الكمومية أداة حاسمة لفهم الحالات الكمومية التي تتطلب موارد حسابية هائلة للحواسيب التقليدية، وذلك عبر إعادة بناء الظواهر الفعلية في أنظمة فيزيائية أبسط يمكن التحكم بها تجريبيًا. 

## النشأة والتأسيس النظري
تعود فكرة المحاكاة الكمومية إلى ثمانينات القرن العشرين، حين لاحظ الفيزيائي السوفيتي يوري مانين أن بعض الظواهر الكمومية لا يمكن تمثيلها بكفاءة على الحواسيب الكلاسيكية بسبب نمو تعقيدها الحسابي بشكل أُسّي. وفي عام 1982، قدّم الفيزيائي الأمريكي ريتشارد فاينمان طرحًا رائدًا في هذا المجال، حيث بيّن أن محاكاة نظام كمومي بدقة تتطلب جهازًا كموميًا بذاته، لأن الحوسبة الكلاسيكية لا تكفي لإعادة إنتاج التشابك والتراكب الكمي الذي يميز هذه الأنظمة.
قال فاينمان في محاضرته الشهيرة: "الطبيعة ليست كلاسيكية، وإذا أردتَ محاكاتها، فمن الأفضل أن تستخدم ميكانيكا الكم". وقد اعتُبر هذا الاقتراح لاحقًا أساسًا لفكرة الحواسيب الكمومية عمومًا، وللمحاكاة الكمومية على وجه الخصوص.

## أهمية المحاكاة الكمومية
تعاني الحواسيب التقليدية من صعوبة محاكاة الأنظمة الكمومية بسبب الحجم الأُسّي لفضاء هيلبرت الذي ينمو مع زيادة عدد الجسيمات المتفاعلة، مما يجعل نمذجة هذه الأنظمة باستخدام الحوسبة الكلاسيكية غير عملية للحالات الكبيرة. توفر المحاكاة الكمومية وسيلة تجريبية لفهم هذه الأنظمة عبر إعادة تمثيلها في أنظمة كمومية أخرى يمكن التحكم بها بدقة، مما يفتح المجال لدراسة فيزياء المادة المكثفة، الكيمياء الكمومية، والعديد من المجالات ذات الصلة.

## أنواع المحاكاة الكمومية
المحاكاة الكمومية التناظرية (Analog Quantum Simulation): يُستخدم نظام فيزيائي معين لمحاكاة نظام كمومي آخر بطريقة تناظرية، مع ضبط مباشر للمعاملات الفيزيائية. عادةً ما تكون هذه المحاكاة متخصصة وتُستخدم لدراسة نظام معين.
المحاكاة الكمومية الرقمية (Digital Quantum Simulation): تعتمد على تنفيذ خوارزميات كمومية باستخدام بوابات منطقية كمومية على كيوبتات، وتُعد أكثر مرونة في نوع الأنظمة التي يمكن محاكاتها، لكنها تتطلب وجود حاسوب كمومي رقمي متقدم مع تصحيح أخطاء الكم.

## المنصات التجريبية للمحاكاة الكمومية
| العنصر       | المحاكاة الكمومية                   | الحوسبة الكمومية                      |
| ------------ | ----------------------------------- | ------------------------------------- |
| الهدف        | محاكاة أنظمة فيزيائية معينة         | تنفيذ خوارزميات عامة لحل مشاكل متنوعة |
| نطاق التطبيق | محدود لنماذج محددة أو فيزياء معينة  | واسع ومتعدد الأغراض                   |
| نوع الجهاز   | غالبًا أنظمة فيزيائية مصممة خصيصًا    | حواسيب كمومية رقمية مع تصحيح أخطاء    |
| التعقيد      | أقل تعقيدًا نسبيًا في التحقق والتصميم | يحتاج موارد وتقنيات متقدمة            |

الغازات الكمومية فائقة البرودة
يتم استخدام ذرات بوزون أو فيرميون يتم تبريدها إلى درجات حرارة قريبة من الصفر المطلق في مصائد ضوئية لإنشاء نماذج بلورية ومحاكاة التفاعلات الكمومية، مثل نموذج هوبارد، مما يسمح بدراسة فيزياء المواد المركبة وحالات المادة الكمومية.

### الأيونات المحبوسة
تُستخدم الأيونات المحبوسة في حقول كهرومغناطيسية لتكوين أنظمة كمومية يمكن التحكم بها بدقة. تمثّل حالات الطاقة الداخلية للأيونات كيوبتات، وتُستخدم نبضات ليزرية للتحكم في التفاعلات بينها. تسمح هذه المنصة بمحاكاة نماذج سبين مثل نموذج إيزينغ ودراسة الانتقالات الطورية الكمومية.

### الأنظمة الفوتونية
تشمل المحاكاة الكمومية باستخدام الفوتونات في شبكات من الدوائر البصرية أو البلورات الفوتونية، حيث تمثل الفوتونات الكيوبتات، وتُستخدم تداخلاتها وتفاعلاتها لمحاكاة أنظمة كمومية معقدة، مثل سلوك جزيئات بوزون.

### الدوائر فائقة التوصيل
تستخدم دوائر كهربائية فائقة التوصيل تُبنى عند درجات حرارة منخفضة للغاية لتشكيل كيوبتات يمكن التحكم بها وتنفيذ عمليات منطقية كمومية عليها. توفر هذه المنصة قابلية كبيرة للتطوير ومرونة في تصميم المحاكاة الرقمية والتناظرية.

## تطبيقات المحاكاة الكمومية
محاكاة نموذج إيزينغ: يُستخدم لفهم الانتقالات الطورية في الأنظمة المغناطيسية، وقد تحقق ذلك عمليًا باستخدام أنظمة الأيونات المحبوسة.
البلورات الزمنية: حالات جديدة من المادة تم التحقق من وجودها تجريبيًا باستخدام المحاكيات الكمومية التي تظهر تغيرات دورية في الزمن.
الديناميات الكمومية المعقدة: دراسة تطور الأنظمة الكمومية بعيدًا عن التوازن.

## أنظر أيضاً
- الحوسبة الكمومية
- نموذج إيزينغ
- كيوبت
- فضاء هيلبرت
- خوارزميات كمومية